# Quentin Massys
Quentin Massys, attestato anche come Quinten o Kwinten, e con cognome Matsys, Metsys, o ancora Matsijs (Lovanio, 26 aprile 1466 – Anversa, 14 settembre 1530), è stato un pittore fiammingo, fondatore della Scuola di Anversa. Famosissimo artista nella sua epoca e sperimentatore di nuovi tipi di tecniche artistiche, tra le sue opere più celebri si ricordano La Duchessa brutta, Gli esattori e Il cambiavalute e sua moglie.

## Biografia

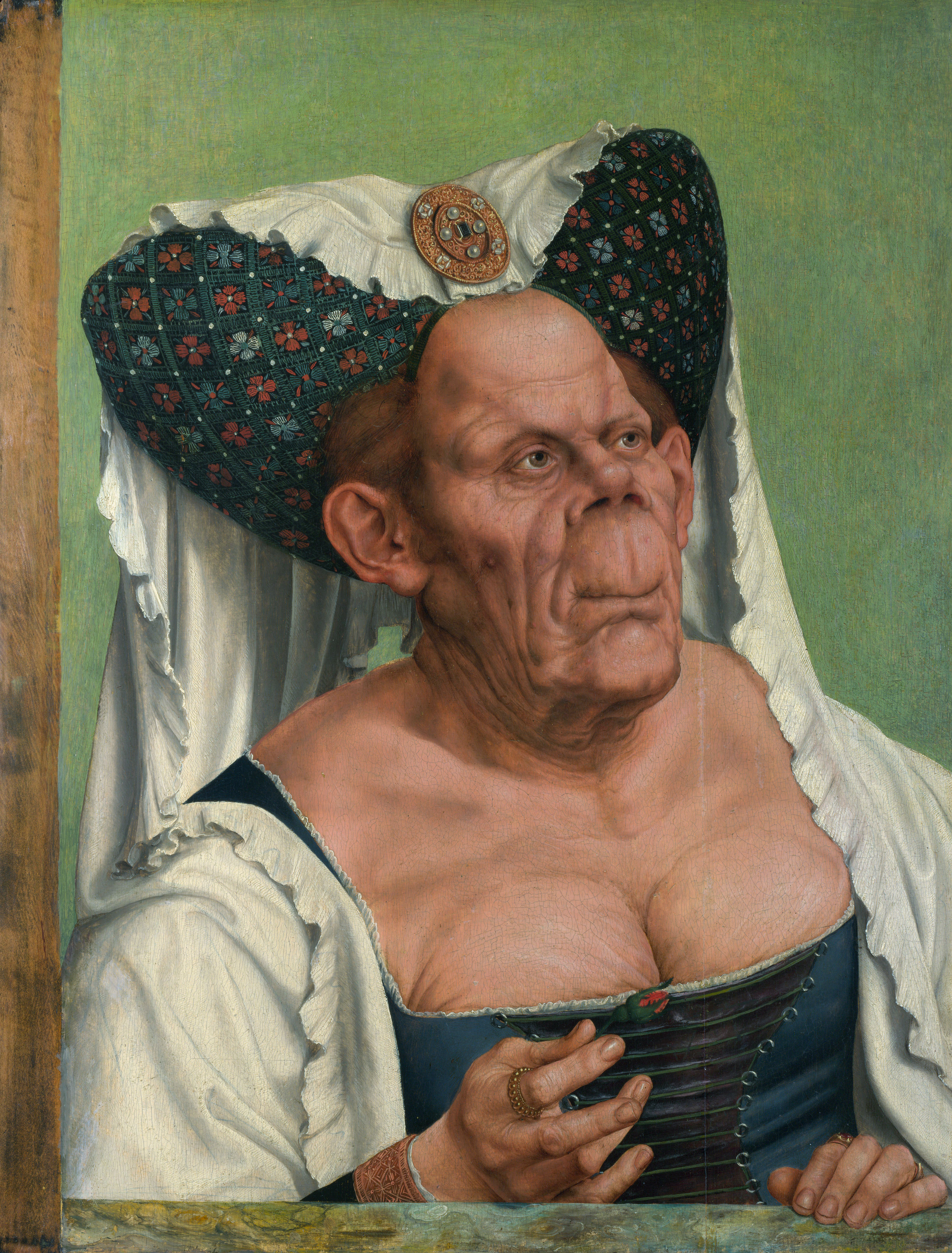
La Duchessa brutta (1525-30),
Olio su legno, 64 x 45,5 cm, National Gallery, Londra

Quentin nacque a Lovanio da Joost Massys (o Matsys), che svolgeva il lavoro di fabbro, e da Catherine van Kinckenumile. Venne avviato in giovane età al mestiere del padre. Si tramanda, senza prove documentali, che avesse iniziato a studiare pittura dopo essersi innamorato della figlia di un pittore. Dedicatosi all'arte, riuscì a padroneggiare benissimo il pennello e in breve acquisì una certa fama. Nel 1491 è attestata la sua presenza ad Anversa, dove fu ammesso, all'età di 25 anni, nella locale gilda.
Nel 1492 sposò Aleytvan Tuyl, che gli dette tre figli. Nel 1508, rimasto vedovo, sposò Catharina Heyns, con la quale ebbe altri dieci figli, tra cui Jan (1509-1575) e Cornelis (1513-1579) che divennero entrambi pittori, ma senza mai superare in bravura il padre.
Al 1507 risale la prima commissione importante, da parte della Confraternita di Sant'Anna di Lovanio, per la locale Collegiata di San Pietro: la pala d'altare detta Trittico di Sant'Anna, ora al Musées Royaux des Beaux-Arts di Bruxelles.
Premessa l'appartenenza di Quentin Metsys a un periodo di transizione tra Gotico e Rinascimento e il suo restare discepolo della prima scuola, è stato notato, a proposito del Trittico di Sant'Anna, uno stile maturato con l'esempio degli Italiani, e per l'architettura rinascimentale del portico e per la disposizione dei personaggi che riporta all'Ultima Cena così come è leonardesco il paesaggio delle montagne. Quanto all' Uomo anziano di profilo del Museo Jacquemart-André, si è scritto di una probabile derivazione da un originale di Leonardo, d'altra parte il maestro italiano ha disegnato numerose teste grottesche.
Nel 1521, raggiunta l'agiatezza economica, si trasferì con la famiglia in una grande casa nella Schuttershofstraat di Anversa, i cui interni furono decorati dallo stesso Massys alla maniera italiana, con grottesche (capricciosi intrecci di festoni di foglie, fiori e frutta).
Nel 1530, ammalatosi dell'epidemica febbre inglese, morì nel convento dei certosini di Anversa, dove venne anche sepolto. Le sue spoglie furono traslate, cento anni dopo, nel 1630, nella Cattedrale di Anversa, su richiesta del grande collezionista d'arte Cornelis van der Geest.

## Il Primato di Quentin

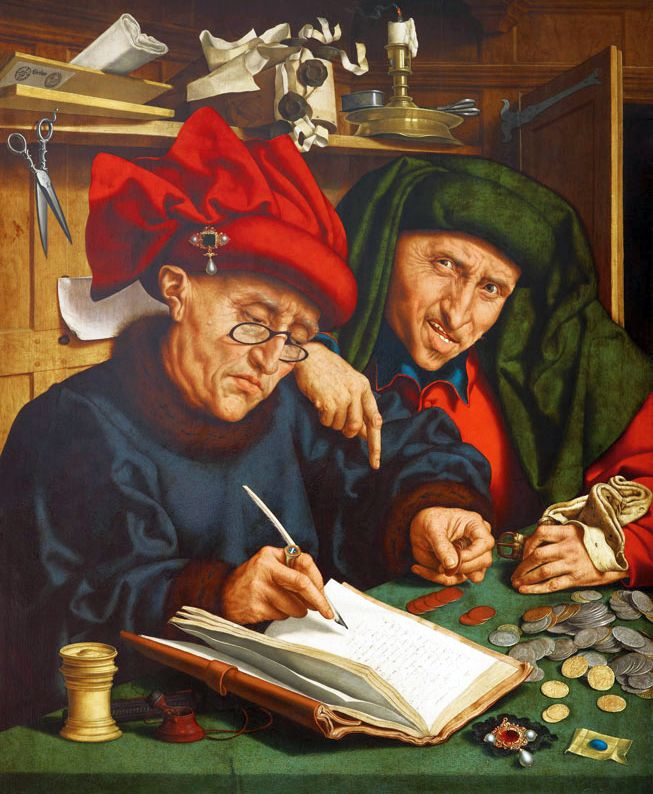
Gli esattori

Alcuni studiosi d'arte parlano di Primato di Quentin per indicare il grado di perfezione, ineguagliabile e inarrivabile, raggiunto da Massys. Considerato da molti critici d'arte come padre della pittura fiamminga e iniziatore della pittura di genere, la sua opera risultò fondamentale per la prima generazione manieristica fiamminga, soprattutto nell'ambito del ritratto, e le sue pale d'altare influenzarono nettamente la pittura spagnola e quella portoghese
Nelle sue opere, Massys presenta riferimenti alla filosofia aristotelica ed epicurea: ad esempio, nel quadro Gli esattori l'artista raffigura le forbici che pendono sopra il capo dei due banchieri (chiamati da molti critici Il bello e Il brutto) per indicare la precarietà della vita; la porta aperta, invece, a detta degli esperti dell'Accademia artistica di Fontanelle-Ginevra, raffigura la possibilità di salvezza. 

## Omaggi
- L'asteroide 9569 Quintenmatsijs porta il suo nome;
- la Scuola di Anversa è stata dedicata al suo fondatore.

## Opere
| N°   | Img | Titolo                                                                                        | Data      | Tecnica                                  | h         | l    | Collocazione                                      | Note                                                                                                   |
| ---- | --- | --------------------------------------------------------------------------------------------- | --------- | ---------------------------------------- | --------- | ---- | ------------------------------------------------- | --- |
| 01   |     | Madonna col Bambino                                                                           | 1490 ca.  | olio su tavola                           |           |      | M – Museum Leuven, Lovanio                        | |
| 02   |     | Madonna col Bambino                                                                           | 1490 ca.  | olio su tavola di quercia                | 55,5      | 34   | Museo nazionale di Varsavia, Varsavia             | Pannello centrale, unico rimasto, di un trittico                                                       |
| 03   |     | Madonna e Bambino in trono, con quattro angeli                                                | 1497 ca.  | olio su tavola di quercia                | 62,2      | 43,2 | National Gallery, Londra                          | |
| 04   |     | Trittico di Sant'Anna                                                                         | 1507-1509 | olio su tavola                           |           |      | Musées Royaux des Beaux-Arts, Bruxelles           | Firmato                                                                                                |
| 04 a |     | Trittico di Sant'Anna - Scomparto di sinistra (Annuncio a san Gioacchino)                     | 1507-1509 | olio su tavola                           |           |      | Musées Royaux des Beaux-Arts, Bruxelles           | |
| 04 b |     | Trittico di Sant'Anna - Scomparto centrale (La santa parentela)                               | 1507-1509 | olio su tavola                           |           |      | Musées Royaux des Beaux-Arts, Bruxelles           | |
| 04 c |     | Trittico di Sant'Anna - Scomparto di destra (Morte di Sant'Anna)                              | 1507-1509 | olio su tavola                           |           |      | Musées Royaux des Beaux-Arts, Bruxelles           | |
| 05   |     | Trittico di San Giovanni                                                                      | 1507-1509 | olio su tavola                           | 260       | 504  | Museo reale di belle arti di Anversa, Anversa     | |
| 06   |     | Trittico della Passione                                                                       | 1514-1517 | olio su tavola                           |           |      | Museo Machado de Castro, Coimbra                  | Del pannello centrale (Il Calvario) sono rimasti solamente alcuni frammenti                            |
| 06 a |     | Trittico della Passione - Scomparto di sinistra (La flagellazione)                            | 1507-1509 | olio su tavola                           |           |      | Museo Machado de Castro, Coimbra                  | |
| 06 c |     | Trittico della Passione - Scomparto di destra (Ecce Homo)                                     | 1507-1509 | olio su tavola                           |           |      | Museo Machado de Castro, Coimbra                  | |
| 07   |     | Madonna col Bambino attorniati dagli angeli                                                   | 1509      | olio su tavola                           | 54,5      | 37,5 | Musée des Beaux-Arts, Lione                       | |
| 08   |     | Polittico dei sette dolori di Maria                                                           |           | olio su tavola                           | 1509-1511 |      |                                                   | Simulazione della disposizione dei pannelli sulla base dell'omonimo polittico (1500) di Albrecht Dürer |
| 08 a |     | Polittico dei sette dolori di Maria (Maria addolorata)                                        | 1509-1511 | olio su tavola                           | 171,5     | 151  | Museu Nacional de Arte Antiga, Lisbona            | |
| 08 b |     | Polittico dei sette dolori di Maria (Presentazione di Gesù al tempio)                         | 1509-1511 | olio su tavola                           | 83,7      | 80,7 | Museu Nacional de Arte Antiga, Lisbona            | |
| 08 c |     | Polittico dei sette dolori di Maria (Riposo durante la fuga in Egitto)                        | 1509-1511 | olio su tavola                           |           |      | Worcester Art Museum, Worcester                   | |
| 08 d |     | Polittico dei sette dolori di Maria (Gesù tra i dottori)                                      | 1509-1511 | olio su tavola                           | 62,5      | 80,5 | Museu Nacional de Arte Antiga, Lisbona            | |
| 08 e |     | Polittico dei sette dolori di Maria (La salita di Gesù al Calvario)                           | 1509-1511 | olio su tavola                           | 82,5      | 82,5 | Museu Nacional de Arte Antiga, Lisbona            | |
| 08 f |     | Polittico dei sette dolori di Maria (Lamentazione ai piedi della Croce)                       | 1509-1511 | olio su tavola                           | 82,2      | 79   | Museu Dom Joao VI, Rio de Janeiro                 | |
| 08 g |     | Polittico dei sette dolori di Maria (San Giovanni Evangelista e le Marie davanti al Sepolcro) | 1509-1511 | olio su tavola                           | 83        | 79,5 | Museu Nacional de Arte Antiga, Lisbona            | |
| 08 h |     | Polittico dei sette dolori di Maria (Calvario)                                                | 1509-1511 | olio su tavola                           | 92        | 90,5 | Museu Nacional de Arte Antiga, Lisbona            | |
| 09   |     | Allegoria della follia                                                                        | 1510      | olio su tavola                           | 60,3      | 47,6 | J. Held Collection, New York                      | |
| 10   |     | Cristo che porta la croce                                                                     | 1510-1515 | olio su tavola                           | 83        | 59   | Rijksmuseum, Amsterdam                            | |
| 11   |     | Vergine in preghiera                                                                          |           | olio su tavola                           | 43        | 31   | Kiel di Anversa                                   | |
| 12   |     | Ritratto d'uomo                                                                               | 1510-1520 | olio su tavola                           | 80        | 64,5 | National Gallery of Scotland, Edimburgo           | |
| 13   |     | Gentiluomo col rosario                                                                        | 1510-1520 | olio su tavola                           | 48,2      | 41,9 | Collezione privata                                | Venduto da Christie's nel 2007                                                                         |
| 14   |     | Gentildonna con libro delle preghiere                                                         | 1510-1520 | olio su tavola                           | 48,3      | 43,2 | Metropolitan Museum of Art, New York              | |
| 15   |     | Ritratto di Erasmo (da un ritratto di Hans Holbein il Giovane)                                |           | olio su tavola                           |           |      | Casa di Erasmo da Rotterdam, Anderlecht           | |
| 16   |     | Inumazione di Cristo                                                                          | 1511      | olio su tavola                           | 260       | 273  | Koninklijk Museum voor Schone Kunsten, Anversa    | |
| 17   |     | Il cambiavalute e sua moglie                                                                  | 1514      | olio su tavola                           | 70        | 67   | Museo del Louvre, Parigi                          | |
| 18   |     | Ecce Homo                                                                                     | 1515      | olio su tavola                           | 160       | 120  | Museo del Prado, Madrid                           | |
| 19   |     | Crocifissione                                                                                 | 1515      | olio su tavola                           | 90,2      | 58,4 | National Gallery, Londra                          | |
| 20   |     | Ritratto di Erasmo da Rotterdam                                                               | 1517      | olio su tavola trasferito su tela        |           |      | Palazzo Barberini, Roma                           | |
| 21   |     | Ritratto di Pieter Gillis                                                                     | 1517      | olio su tavola trasferito su tela        | 59        | 47   | Palazzo Barberini, Roma                           | |
| 22   |     | Uomo anziano di profilo                                                                       | 1517      | olio su tavola                           | 48        | 37   | Museo Jacquemart-André, Parigi                    | Scritta in alto a sinistra: QVINTINVS METSYS PINGEBAT ANNO 1517                                        |
| 23   |     | Madonna col Bambino                                                                           | 1520      | olio su tavola                           | 41        | 28   | Museo Boijmans Van Beuningen, Rotterdam           | |
| 24   |     | Madonna col Bambino                                                                           | 1520      | olio e foglia d'oro su tavola di quercia | 51,1      | 36,2 | Castello del Wawel, Cracovia                      | Con aiuti della bottega                                                                                |
| 25   |     | Ritratto d'uomo                                                                               |           | olio su tavola                           | 39,7      | 28,6 | Metropolitan Museum of Art, New York              | Sul colletto appare la scritta LEVER                                                                   |
| 26   |     | Trittico con Cristo in croce, donatori e santi                                                | 1520      | olio su tavola                           |           |      | Museo Mayer van den Bergh, Anversa                | |
| 26   |     | Gli usurai                                                                                    | 1520      | olio su tavola                           |           |      | Galleria Doria Pamphilj, Roma                     | |
| 28   |     | Gli esattori                                                                                  | 1520      | olio su tavola                           |           |      | Liechtenstein Museum, Vienna                      | |
| 29   |     | L'accordo tra gli amanti                                                                      | 1520-1525 | olio su tavola                           | 43,2      | 63   | National Gallery of Art, Washington               | |
| 30   |     | Uno scolaro                                                                                   | 1520-1525 | olio su tavola                           | 68,8      | 53,3 | Städelsches Kunstinstitut, Francoforte sul Meno   | |
| 31   |     | Maria Maddalena                                                                               | 1520-1525 | olio su tavola                           | 85        | 79   | Museo del Louvre, Parigi                          | |
| 32   |     | Santa Maria Egiziaca                                                                          | 1520-1530 | olio su tavola                           |           |      | Philadelphia Museum of Art, Filadelfia            | |
| 33   |     | Il matrimonio per interesse                                                                   | 1525-1530 | olio su tavola                           | 54        | 89   | Museo d'arte di San Paolo, San Paolo del Brasile  | Di dubbia attribuzione, forse copia di un allievo                                                      |
| 34   |     | La Duchessa brutta                                                                            | 1525-1530 | olio su tavola                           | 64,2      | 45,5 | National Gallery, Londra                          | |
| 35   |     | San Girolamo nello studio                                                                     | 1525-1535 | olio su tavola                           | 57        | 77   | Kunsthistorisches Museum, Vienna                  | |
| 36   |     | Adorazione dei Magi                                                                           | 1526      | olio su tavola                           | 103       | 80   | Metropolitan Museum of Art, New York              | |
| 37   |     | Ecce Homo                                                                                     | 1526      | olio su tavola                           |           |      | Palazzo Ducale, Venezia                           | |
| 38   |     | Madonna col Bambino con uva                                                                   | 1529      | olio su tavola                           | 68        | 51   | Museo del Louvre, Parigi                          | |
| 39   |     | Ritratto di un canonico                                                                       |           | olio su tavola                           | 73        | 60   | Fürstlich Lichtensteinische Gemäldegalerie, Vaduz | |
| 40   |     | Apparizione di un angelo alle Sante Chiara, Ines e Coletta                                    |           | olio su tavola                           | 152,7     | 97,3 | Convento di Gesù, Setúbal                         | Attribuzione non unanime                                                                               |